# Am Mühlteich 7 (Schkopau)

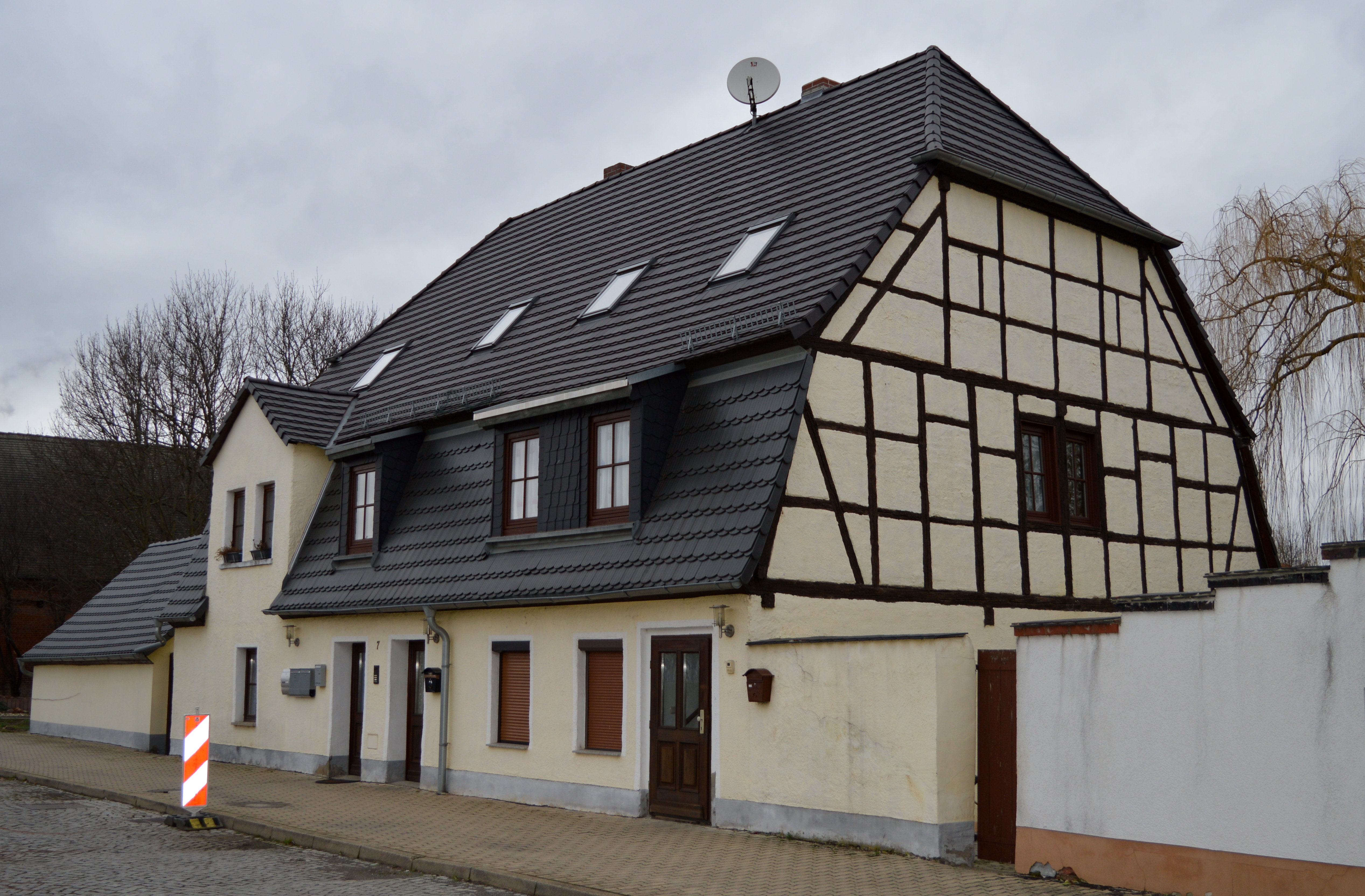
Am Mühlteich 7

Das Haus Am Mühlteich 7 ist ein denkmalgeschütztes Gebäude in der Gemeinde Schkopau in Sachsen-Anhalt.

## Lage
Es befindet sich im Ortszentrum von Schkopau unmittelbar am Ufer der Laucha. Nördlich befindet sich der Brauhausteich, südlich der Kleine Mühlteich.

## Architektur und Geschichte
Das im örtlichen Denkmalverzeichnis als Mühlenhof eingetragene Anwesen, ist ein in weiten Teilen erhaltenes Gehöft einer Wassermühle. Zur Straße hin steht ein in der ersten Hälfte des 18. Jahrhunderts entstandenes barockes Wohnhaus. Nach Nordwesten schließt sich ein aus Bruchsteinen errichteter Wirtschaftsbau an, der Anfang des 21. Jahrhunderts verputzt wurde.